# Rakousko na Letních olympijských hrách 2000
Rakousko na Letních olympijských hrách 2000 v Sydney reprezentovalo 92 sportovců, z toho 55 mužů a 37 žen. Nejmladší účastnkem byl Markus Rogan (18 let, 137 dní), nejstarší pak Yi Ding (41 let, 247 dní). Celkem Rakousko získalo 3 medaile, z toho 2 zlaté a 1 stříbrnou.

## Medailisté

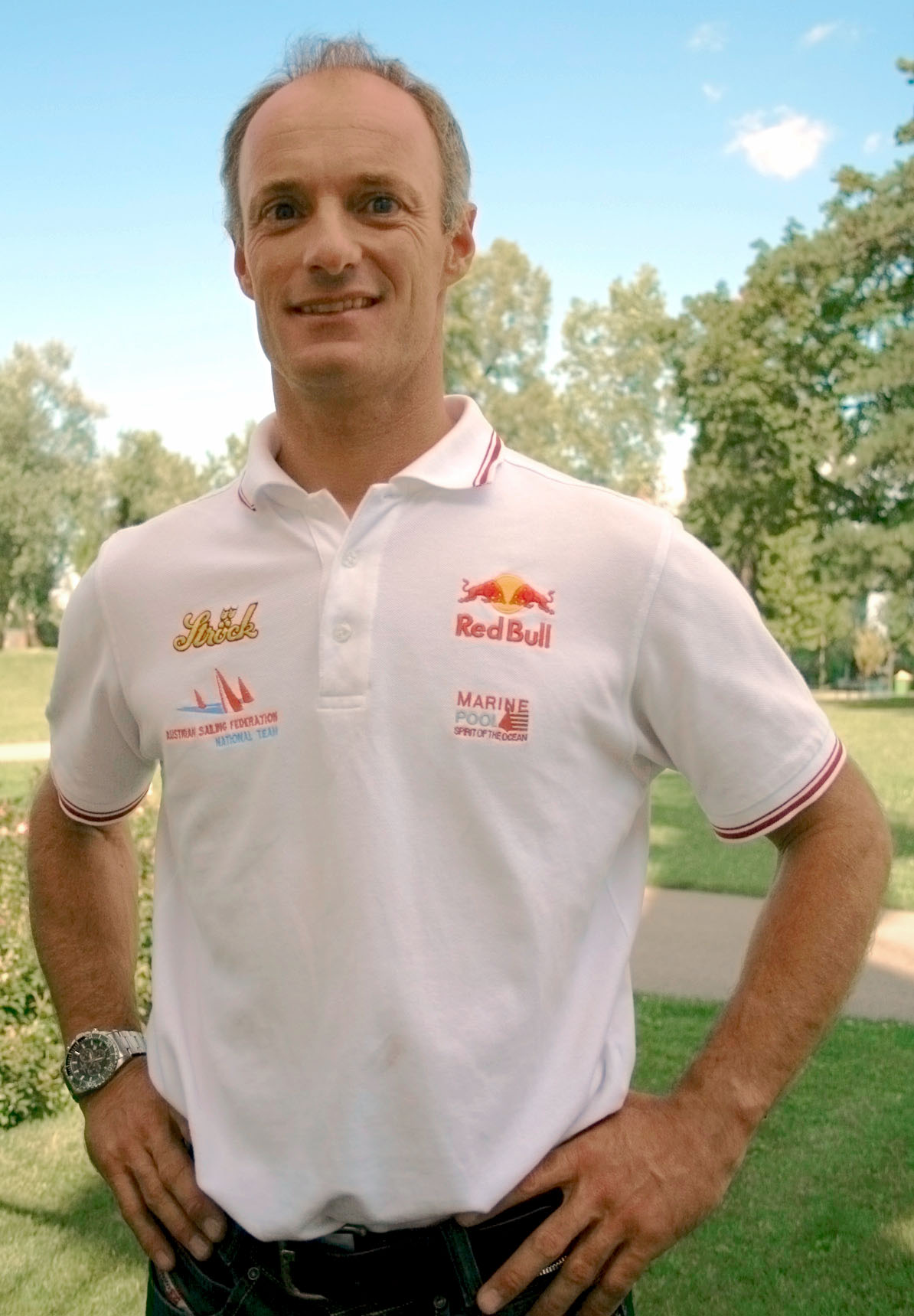
Hans-Peter Steniacher, zlatý medailista na LOH 2000

| Medaile | Jméno                              | Sport    | Disciplína         |
| ------- | ---------------------------------- | -------- | ------------------ |
| Zlato   | Christoph Sieber                   | Jachting | muži třída Mistral |
| Zlato   | Roman Hagara Hans-Peter Steinacher | Jachting | muži třída Tornado |
| Stříbro | Stephanie Grafová                  | Atletika | Ženy běh na 800 m  |